# Thư viện Quốc gia Israel
Thư viện Quốc gia của Israel (NLI, tiếng Do Thái: הספרייה הלאומית; trước đây là: Do Thái quốc gia và Thư viện Đại học - JNUL, tiếng Do Thái: בית הספרים הלאומי והאוניברסיטאי) nắm giữ hơn 5 triệu cuốn sách, và nằm trong khuôn viên Givat Ram của trường Đại Học Hebrew Thành phố Jerusalem của Jerusalem. Thư viện Quốc gia sở hữu bộ sưu tập lớn nhất thế giới của Hebraica và Judaica, và là kho lưu trữ của nhiều bản thảo quý hiếm và độc đáo, sách và đồ tạo tác.

## Lịch sử
Thư viện B'nai Brith  được thành lập tại Giê-ru-sa-lem vào năm 1892, là thư viện công cộng đầu tiên ở Palestine để phục vụ cộng đồng Do Thái. Thư viện nằm trên đường B'nai Brith, giữa các khu phố Meah Shearim và Khu phức hợp Nga. Mười năm sau, thư viện Abrabanel Midrash, như nó đã được sau đó được biết đến, chuyển đến Ethiopia. Năm 1920, khi kế hoạch được lập cho trường Đại học Hebrew, B'nai Brith bộ sưu tập đã trở thành cơ sở cho một thư viện các trường đại học. Những cuốn sách đã được chuyển đến núi Scopus khi các trường đại học mở ra năm năm sau đó.
Năm 1948, khi lối vào khuôn viên trường đại học trên núi Scopus đã bị chặn, hầu hết các sách đã được chuyển đến khu tạm thời của trường đại học ở Sancta Terra xây dựng trong Rehavia. Vào thời điểm chuyển đi, trường đại học đã có đến hơn 1 triệu cuốn sách. Bởi thiếu không gian, một số trong những cuốn sách được đặt trong storerooms xung quanh thành phố. Năm 1960, họ đã được chuyển đến  Đại học Hebrew của Jerusalem mới trong Givat Ram.
Vào cuối thập niên 70 của thế kỷ 19, khi khu liên hợp các trường đại học mới trên núi Scopus đã được khánh thành và khi các khoa về pháp luật trở lại ở đó và các thư viện trong khuôn viên trường đó mở thì số lượng khách đến thư viện Givat Ram giảm. Trong những năm 1990, việc xây dựng phải chịu đựng vấn đề về bảo trì như rò rỉ nước mưa và côn trùng phá hoại. Vào năm 2007, thư viện B'nai Brith chính thức được công nhận là Thư viện Quốc gia của Nhà nước Israel sau khi thông qua Luật Thư viện Quốc gia. Các pháp luật, mà đã có hiệu lực, sau khi trì hoãn, ngày 23 tháng 7 năm 2008, thay đổi tên của thư viện "Thư viện Quốc gia của Israel" và tạm thời biến nó thành một phần của trường Đại học, sau đó trở thành một thư viện hoàn toàn độc lập và tách biệt ra khỏi trường đại học, cùng thuộc sở hữu của Chính phủ Israel (50%), trường Đại học Hebrew (25%) và các tổ chức khác.

## Hình ảnh

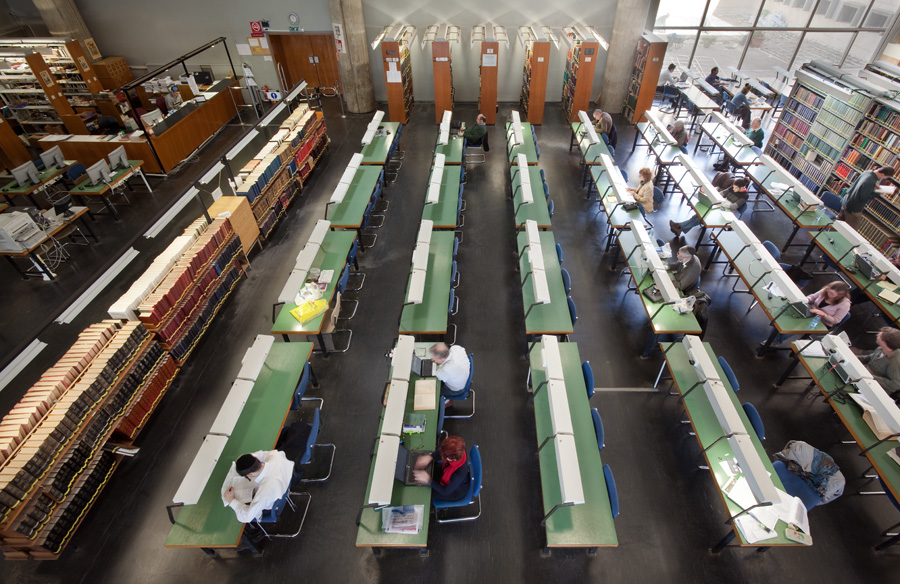
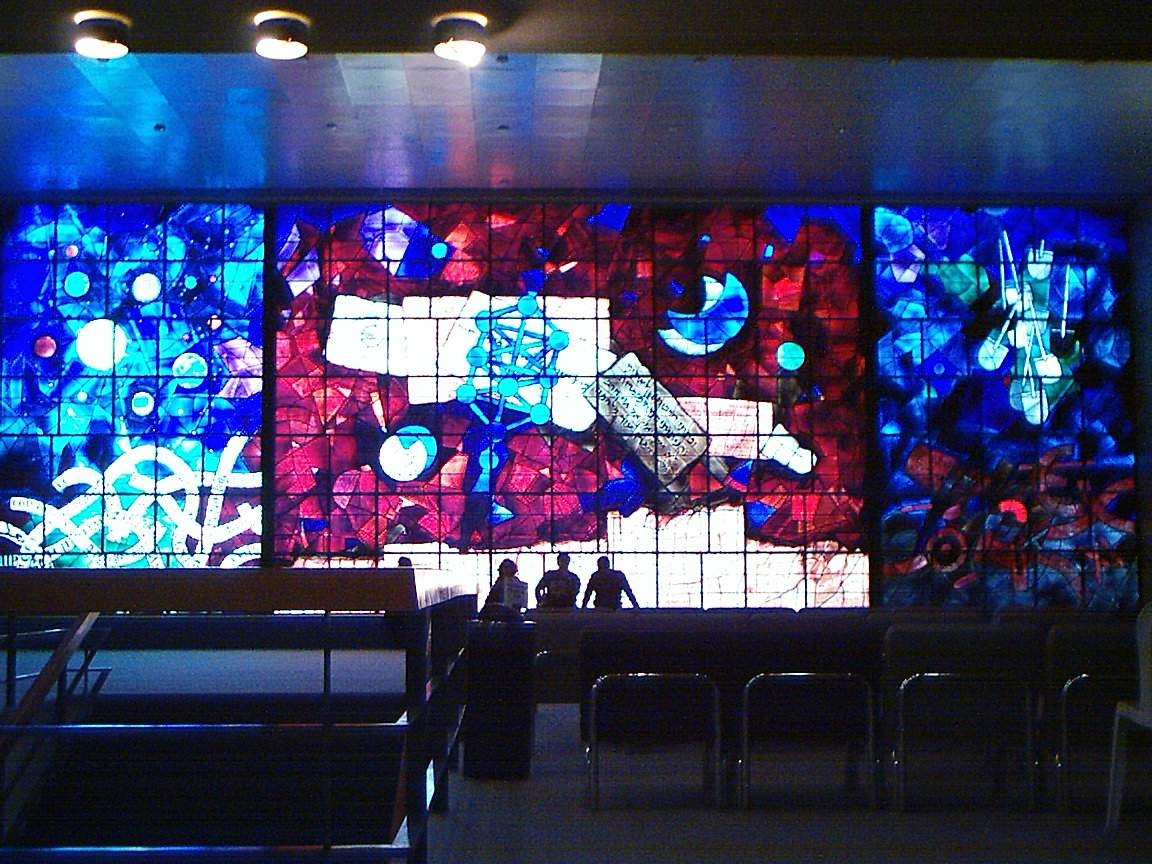